# آلبرت خاچومیان
آلبرت خاچومیان (ارمنی: Ալբերտ Խաչումյան؛ زادهٔ ۲۳ ژوئن ۱۹۹۹ در ایروان) بازیکن فوتبال در پست مدافع اهل ارمنستان است.

## باشگاهی
از باشگاه‌هایی که در آن بازی کرده‌است می‌توان به باشگاه فوتبال پیونیک اشاره کرد.

## تیم ملی
وی همچنین در تیم‌های ملی فوتبال زیر ۱۷ سال ارمنستان، زیر ۱۷ سال ارمنستان، زیر ۱۹ سال ارمنستان، زیر ۲۱ سال ارمنستان، و ارمنستان بازی کرده‌است. خاچومیان نخستین بازی ملی خود را که یک بازی دوستانه بود در تاریخ ۰۵ ژوئن ۲۰۲۱ در سولنا در مقابل سوئد انجام داده‌است.